# Paralimnophila (Papuaphila) apicalis
Paralimnophila (Papuaphila) apicalis is een tweevleugelige uit de familie steltmuggen (Limoniidae). De soort komt voor in het Australaziatisch gebied.